# Signiphora borinquensis
Signiphora borinquensis är en stekelart som beskrevs av Quezada, Debach och Rosen 1973. Signiphora borinquensis ingår i släktet Signiphora och familjen långklubbsteklar.
Artens utbredningsområde är Puerto Rico. Inga underarter finns listade i Catalogue of Life.